# International Disability Alliance
L'International Disability Alliance (IDA; in lingua italiana Alleanza Internazionale Disabilità) è l'organizzazione ombrello che si occupa del meeting tra le associazioni di categoria delle disabilità nel mondo.

## Membri

### Regionali
| Regione | Organizzazione                                 |
| ------- | ---------------------------------------------- |
| Africa  | African Disability Forum                       |
| Arabia  | Arab Organization of Persons with Disabilities |
| Asia    | ASEAN Disability Forum                         |
| Europa  | European Disability Forum                      |
| Oceania | Pacific Disability Forum                       |

### Associativi
- Down Syndrome International (DSI)
- Inclusion International (II)
- International Federation of Hard of Hearing People (IFHOH)
- International Federation for Spina Bifida and Hydrocephalus (IF)
- World Blind Union (WBU)
- World Federation of the Deaf (WFD)
- World Federation of Deafblind (WFDB)
- World Network of Users and Survivors of Psychiatry (WNUSP)

## Presidenti
| Paese       | Nome Cognome         | Durata della carica |
| ----------- | -------------------- | ------------------- |
| Finlandia   | Liisa Kauppinen      | 1999 - 2010         |
| Regno Unito | Diane Richler        | 2010 - 2011         |
| Grecia      | Yannis Vardakastanis | 2011 - 2014         |
| Stati Uniti | Maryanne Diamond     | 2014 - 2016         |
| Australia   | Colin Allen          | 2016 - 2018         |
| Colombia    | Ana Lucia Arellano   | 2018 - in carica    |